# 卡纳芒格阿拉姆
卡纳芒格阿拉姆（Kannamangalam），是印度泰米尔纳德邦Tiruvanamalai县的一个城镇。总人口7297（2001年）。

## 人口
该地2001年总人口7297人，其中男性3564人，女性3733人；0—6岁人口744人，其中男388人，女356人；识字率74.84%，其中男性为83.36%，女性为66.70%。